# Rubén Magnano
Rubén Pablo Magnano (Villa María,  9 de octubre de 1954) es un exjugador, profesor de educación física y director técnico de básquetbol argentino, que dirigió a la selección argentina durante un período en el que conquistó el Campeonato FIBA Américas de 2001, el Sudamericano de ese mismo año, el subcampeonato en el mundial de Indianápolis 2002, el título en el Sudamericano de 2004, y la medalla de oro en los Juegos Olímpicos de Atenas 2004. 
Ganador de diversos títulos y medallas con su selección y Atenas de Córdoba, fue el entrenador que forjó a la camada de jugadores argentinos pertenecientes a la que se denominó La Generación Dorada.

## Biografía
Se recibió como profesor de educación física en 1981, en el Profesorado de Educación Física de la provincia de Córdoba. Al año siguiente aprobó el curso de Entrenador Nacional de Básquet expedido por la Municipalidad de Córdoba.
Comenzó a desempeñarse como DT en 1990, y hasta 2004 obtuvo al menos un título por temporada, sumando 20 títulos entre 1990 y 2004.
Fue el entrenador de Selección de Brasil del año 2010 al 2016 en sustitución de Moncho Monsalve.
Es el actual entrenador de la Selección de baloncesto de Uruguay cargo que también desempeño en la recta final de las eliminatorias para el mundial 2019, asimismo es director deportivo de las Selecciones Nacionales de la Federación Uruguaya de Basketball.
Desde junio de 2021, integra el Salón de la Fama de la FIBA.

## Trayectoria deportiva
- 1990-94: DT de la Asociación Deportiva Atenas de Córdoba (Argentina)
- 1994-96: DT de Luz y Fuerza de Misiones (Argentina)
- 1996-99: DT de la Asociación Deportiva Atenas de Córdoba (Argentina)
- 1999-00: DT de Boca Juniors (Argentina)
- 2001-04: DT de la Selección argentina de baloncesto
- 2005-05: DT del Pallacanestro Varese (Serie A, Italia)
- 2005/07: DT Whirpool Varese (Serie A, Italia)
- 2007-08: DT del club Cajasol (Liga ACB, España)
- 2008-10: DT de la Asociación Deportiva Atenas de Córdoba (Argentina)
- 2010-16: Selección de baloncesto de Brasil
- 2018-Act.: Selección de baloncesto de Uruguay
- 2021: DT del Hindú Club Córdoba (Liga ACBB, Córdoba, Argentina)

## Títulos

### Con la Selección Argentina

#### Juveniles
- 2000: Campeón Sudamericano Sub-21, Selección Argentina.
- 2000: Campeón Panamericano Sub-21, Selección Argentina.
- 2004: Campeón Sudamericano Sub-21, Ancud Chile.

#### Mayores
- 2001: Campeón Sudamericano, Selección Argentina.
- 2001: Campeón Campeonato FIBA Américas, Selección Argentina.
- 2001: Subcampeón en los Juegos de la Buena Voluntad de Australia.
- 2002: Subcampeón Mundial, Indianápolis.
- 2003: Subcampeón del Preolímpico, República Dominicana.
- 2004: Campeón Olímpico, Juegos Olímpicos de Atenas 2004.

### Con la Selección de Brasil
- 2015: Campeón Panamericano, Toronto 2015.

## Títulos con clubes
- Campeón Liga Nacional “A”, años 1991-1992, 1997-1998, 1998-1999 y 2008-2009, con el Club Atenas de Córdoba.
- Campeón Liga Nacional T.N.A., años 1994-1995, con el Club Luz y Fuerza de Posadas.
- Campeón Sudamericano de Clubes 1993 y 1994. Con el Club Atenas de Córdoba.
- Campeón Panamericano de Clubes 1996. Con el Club Atenas de Córdoba.
- Campeón Liga Sudamericana de Clubes, años 1997 y 1998. Con el Club Atenas de Córdoba.

## Otras distinciones
- Entrenador del Año de la LNB: 1999/00
- Premio Konex de Platino como el mejor Director Técnico de la década en Argentina (2010).
- Salón de la Fama de la FIBA (2021).